# 永島卓
永島 卓（ながしま たく、1934年（昭和9年）7月20日 - 2016年（平成28年）7月27日）は、日本の政治家、詩人。愛知県碧南市長（3期）。

## 来歴
愛知県碧南市生まれ。愛知県立碧南高等学校卒業後、結核に侵され、療養中に詩作を始めた。病気が治ったときに「楽に入れるところ」と碧南市役所の試験を受け、合格。1958年（昭和33年）に入庁。市役所勤務の傍ら、『現代詩手帖』『あんかるわ』『菊屋』などに詩を発表した。また、詩誌『碧南詩人』『反碧南文化』を編集。
経済環境部長や建設部長などを歴任し、中部電力碧南火力発電所（現・JERA碧南火力発電所）の誘致に関わった。1995年（平成7年）3月、市役所を総務部長で定年退職。同年12月20日、任期満了に伴う碧南市長選挙に立候補する意向を表明。表明時に「文化人グループや友達などから推され、断り切れなくて」と明かした。
1996年（平成8年）4月21日に行われた碧南市長選挙に立候補したのは永島、前市助役の久田昭一、会社社長の鈴木正徳の3人。永島には自民系などの現職市議7人、自民党碧南支部長の小林秀央県議、建設業団体、漁業協同組合などがつき、久田には自民系、公明党、新進党の市議18人、自民党碧南支部幹部などが応援に入ったため、保守分裂選挙となった。4月21日午後9時10分頃、開票所の支援者から「当選確実」の一報が入ると、同市栄町の永島の選挙事務所に集まった200人の間から歓声が起こった。4月29日、市長に就任。
2000年（平成12年）、無投票により再選。
2004年（平成16年）、自民党・公明党の推薦を受けて市長選に立候補。元市職員の祢宜田知司を破り3選。
2008年（平成20年）の市長選に際しては、版画家で元市議の鍔本達朗を後継指名し、任期満了で退任した。なお、この年の市長選は激戦の末、元市議の禰冝田政信が鍔本、元市議の生田哲也を破り初当選した。同年、旭日小綬章受章。
2016年7月27日、死去。82歳没。

## 市政・人物
碧南市藤井達吉現代美術館

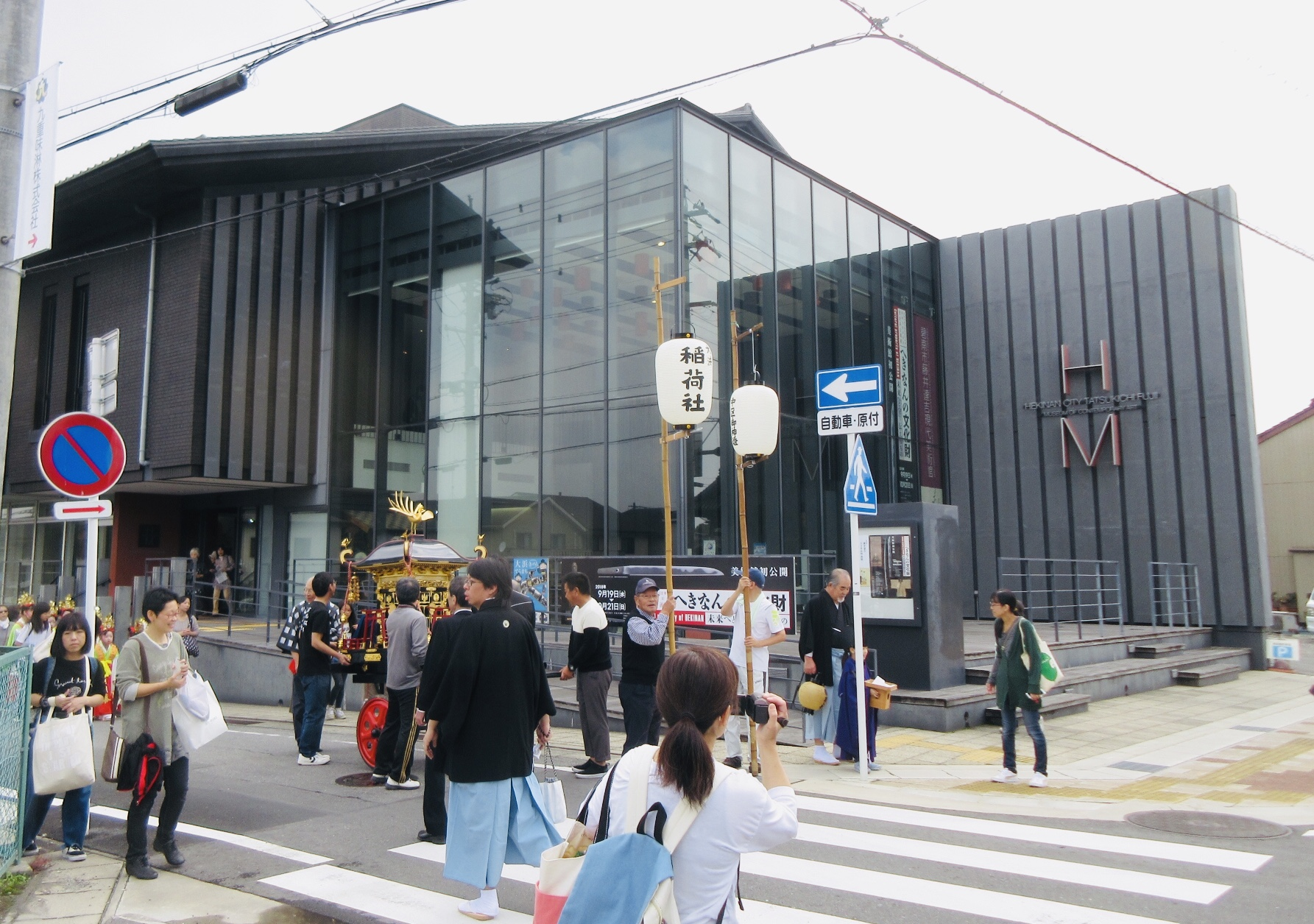
碧南市藤井達吉現代美術館（2008年4月オープン）

碧南市は長い間、公立の美術館がなく、碧南市文化会館がその機能を担っていた。永島は市長1期目から2期目にかけて美術館建設を強く推進。多くの反対を受けながらも碧南市藤井達吉現代美術館の開館にこぎつけた。以下はその経緯である。
2001年（平成13年）、市は、移転新築することになった碧南商工会議所（地上3階、地下1階、延べ約2,150平方メートル）の旧建物を、郷土資料を展示する市民ギャラリー的な「ふるさと館」に整備する計画を立てた。見込まれる事業費は約4億円とされた。
2003年（平成15年）3月6日、市は、ふるさと館を「美術館的な施設」として整備する考えを示した。同年5月、碧南文化協会は美術館建設基金として100万円を市に寄付。寄付金を受け取った永島は「美術館をつくりたい気持ちは十分にある」と語った。
2004年（平成16年）3月、碧南文化協会はさらに建設の要望書を永島に提出した。同年4月、国土交通省が「まちづくり交付金」制度を導入。先の「ふるさと館」整備計画が同制度の事業対象となり、事業費の約4割の交付金が受けられることとなった。永島は「美術館的」から「的」をとり、「美術館」単独の施設にすることに急遽、方向転換。「2006年度に改修工事着手、2007年度にオープン」とする計画を立てた。市議会（定数26）の最大会派「新政クラブ」（14人）は支持したが、他会派は「唐突な変更」と反発した。また、市がパチンコ店の空き店舗を使って同市中町に「大浜まちかどサロン」を開設した際には、耐震補強などに手がかかり「新築した方が結果的に安上がり」との批判が出ていたことから、永島の手腕に注目が集まった。
同年6月3日、8,832人の署名を添えた「美樹館建設計画の撤回を求める請願」が市議会議長宛てに提出される。6月16日、市議会定例会の一般質問で永島は「碧南市文化振興プラン推進懇話会、大浜地区歩いて暮らせる街づくり推進委員会との合同会議で意見をいただき、計画を作成した。請願は伝統と文化を実感できる『ふるさと館』でよい、と提唱しているが、美術館も同じ機能を持ち、請願の趣旨に反しない」と答弁した。6月29日、市議会定例会で、同請願は議長を除く反対13、賛成12で不採択となった。9月20日、第44回衆議院議員総選挙にからみ、大村秀章陣営にいた「新政クラブ」所属の村田峰治が公選法違反の疑いで逮捕された。村田は10月12日付で辞職。これにより市議会の建設賛成派と反対派の構成は、議長を除くと12対12の同数となった。12月15日、市議会まちづくり事業特別委員会で、市は美術館の基本設計を説明し、外観イメージのイラストを公表した。採決は可否同数となり、磯貝幸雄委員長が加わってかろうじて市の報告が了承された。
2006年（平成18年）2月21日、永島は市議会に、美術館整備事業費9,900万円を含む新年度一般会計当初予算案を提出。3月16日、市議会本会議で同予算案の採決が行われる。12対12の可否同数の結果、倉内成幸議長が加わって原案どおり可決。美術館は総事業費7億円で整備されることが決まった。
2008年（平成20年）4月5日、碧南市藤井達吉現代美術館がオープン。記念展「藤井達吉のいた大正」が開催された。
その他
- 農業体験交流施設「あおいパーク」を建設したほか、コミュニティバス「くるくるバス」、市民まつり「元気ッス！へきなん」などの事業などに携わった[3]。
- 乃木坂46の元メンバーの永島聖羅は孫[22]。

## 著書
- 『爆徒甘受 永島卓詩集』構造社、1970年12月。
- 『永島卓詩集1 碧南偏執的複合的私言』国文社、1973年1月。
- 『わが驟雨 永島卓詩集』永井出版、1975年。
- 『なによりも水が欲しいと叫べば 永島卓詩集』砂子屋書房、1984年。
- 『湯島通れば 永島卓詩集』れんが書房新社、1992年4月。
- 『永島卓全詩集 1955-1995』砂子屋書房、1995年。
- 『現代詩人文庫 6 永島卓詩集』砂子屋書房、2006年9月。
- 『水に囲まれたまちへの反歌』思潮社、2011年4月。ISBN 978-4783732327。